# Turbulent Indigo
| Recensione              | Giudizio    |
| ----------------------- | ----------- |
| AllMusic                | [ 1 ]       |
| Rolling Stone           | [ 2 ]       |
| Sputnikmusic            | 3.4 (Great) |
| Piero Scaruffi          | [ 4 ]       |
| Dizionario del Pop-Rock | [ 5 ]       |
| 24.000 dischi           | [ 6 ]       |

Turbulent Indigo è un album della cantautrice canadese Joni Mitchell. L'album è stato pubblicato nell'ottobre del 1994, e vinse un Grammy Award per il miglior album pop dell'anno.

## Descrizione
L'album si ispira al pittore olandese Vincent van Gogh per la copertina, che vede un autoritratto della Mitchell, ma anche per l'energia delle canzoni: la canzone Turbulent Indigo, che dà nome all'album, fa riferimento alla follia di van Gogh, mentre Magdalene Laundries racconta delle sofferenze di una donna irlandese costretta a lavorare in una Magdalene Laundry, gestita dalla Chiesa cattolica romana.
Si pensa che la canzone Not to Blame si riferisca al cantautore Jackson Browne ed alla sua partner del tempo, l'attrice Daryl Hannah. La traccia Sex Kills, invece, tratta di vari problemi del ventesimo secolo, tra cui violenza, riscaldamento globale e consumismo.

## Tracce
Brani composti da Joni Mitchell, eccetto dove indicato.
1. Sunny Sunday – 2:37
2. Sex Kills – 3:56
3. How Do You Stop – 4:09 (Dan Hartman, Charlie Midnight)
4. Turbulent Indigo – 3:34
5. Last Change Lost – 3:14
6. The Magdalene Laundries – 4:02
7. Not to Blame – 4:18
8. Borderline – 4:48
9. Yvette in English – 5:16 (Joni Mitchell, David Crosby)
10. The Sire of Sorrow (Job's Sad Song) – 7:08

## Musicisti
Sunny Sunday
- Joni Mitchell - chitarra, voce
- Wayne Shorter - sassofono soprano
- Larry Klein - basso
- Jim Keltner - batteria

Sex Kills
- Joni Mitchell - chitarra, voce, tastiere, percussioni
- Michael Landau - chitarra elettrica
- Larry Klein - basso, percussioni

How Do You Stop
- Joni Mitchell - chitarra, chitarra (high strung), voce
- Seal - voce
- Michael Landau - chitarra elettrica
- Steuart Smith - chitarra elettrica
- Larry Klein - basso, organo
- Carlos Vega - batteria

Turbulent Indigo
- Joni Mitchell - voce, chitarra, percussioni, tastiere
- Wayne Shorter - sassofono soprano
- Larry Klein - basso, percussioni, tastiere
- Carlos Vega - batteria

Last Chance Lost
- Joni Mitchell - chitarra, chitarra high strung, voce
- Larry Klein - basso, tastiere

The Magdalene Laundries
- Joni Mitchell - voce, chitarra, tastiere
- Larry Klein - basso

Not to Blame
- Joni Mitchell - voce, pianoforte, tastiere
- Greg Leisz - chitarra pedal steel
- Wayne Shorter - sassofono soprano
- Larry Klein - basso
- Carlos Vega - batteria

Borderline
- Joni Mitchell - voce, chitarra, tastiere
- Greg Leisz - chitarra pedal steel
- Wayne Shorter - sassofono
- Larry Klein - basso

Yvette in English
- Joni Mitchell - voce, chitarra, tastiere
- Bill Dillon - chitarra (guitorgan)
- Larry Klein - basso
- Charles Valentino - accompagnamento vocale, coro
- Kris Kello - accompagnamento vocale, coro

The Sire of Sorrow (Job's Sad Song)
- Joni Mitchell - voce, chitarra, tastiere, percussioni
- Steuart Smith - chitarra elettrica (orchestral)
- Wayne Shorter - sassofono soprano
- Larry Klein - basso, percussioni[11]

Note aggiuntive
- Joni Mitchell e Larry Klein - produttori
- Registrato e mixato al The Kiva di Bel Air, California
- Dan Marnien - ingegnere delle registrazioni e del mixaggio
- Julie Last, Paula Max Schape e Paul Lundin - assistenti ingegnere delle registrazioni
- Bernie Grundman - masterizzazione
- Paula Max Schape e Marsha Burns - coordinamento alla produzione[12]